# Glaine-Montaigut

Glaine-Montaigut este o comună în departamentul Puy-de-Dôme, Franța. În 1 ianuarie 2022 avea o populație de 599 de locuitori.